# سیارک ۵۷۵۳
سیارک ۵۷۵۳ (به انگلیسی: 5753 Yoshidatadahiko، نامگذاری:1992EM) پنج هزار و هفتصد و پنجاه و سومین سیارک کشف شده‌است که در ۴ مارس ۱۹۹۲ کشف شد.
قدر مطلق سیارک برابر ۱۳٫۲۰ است.